# Lacul Gura Râului
Lacul Gura Râului este un lac de acumulare antropic situat la aproximativ 3 km de localitatea cu același nume, format de un baraj cu contraforți, cu scopul principal de a alimenta cu apă orașul Sibiu, comunele Gura Râului, Cristian, Sura Mare, Ocna Sibiului si Șelimbăr. Destinațiile secundare ale acumulării sunt pentru atenuarea viiturilor și producerea de energie electrică. Capacitatea maximă a lacului este de 15,5 milioane metri cubi de apă. Suprafața este de 65 de hectare. 
Barajul măsoară la coronament 330 m lungime și 6,2 metri lățime și înălțimea de 73,5 m. Pentru construcția lui a fost necesară crearea unei căi ferate pentru transportul materialelor și construirea unui alt zid pentru transportul aerian al materialelor.

## Imagini

Lacul de acumulare
Barajul
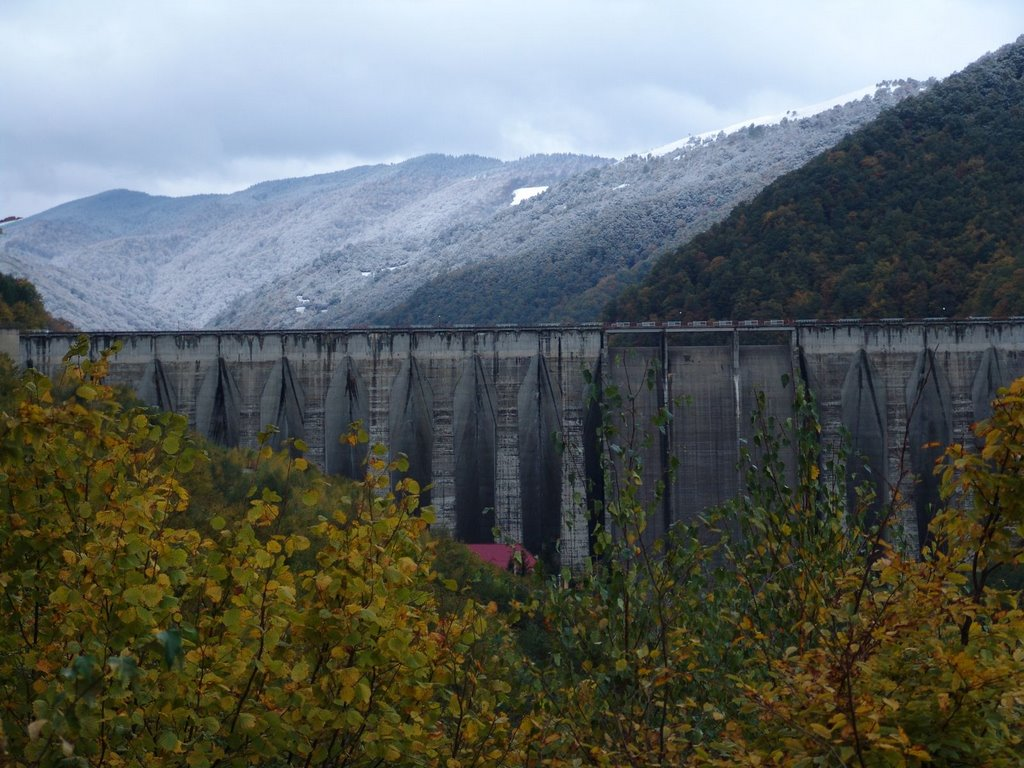
Barajul
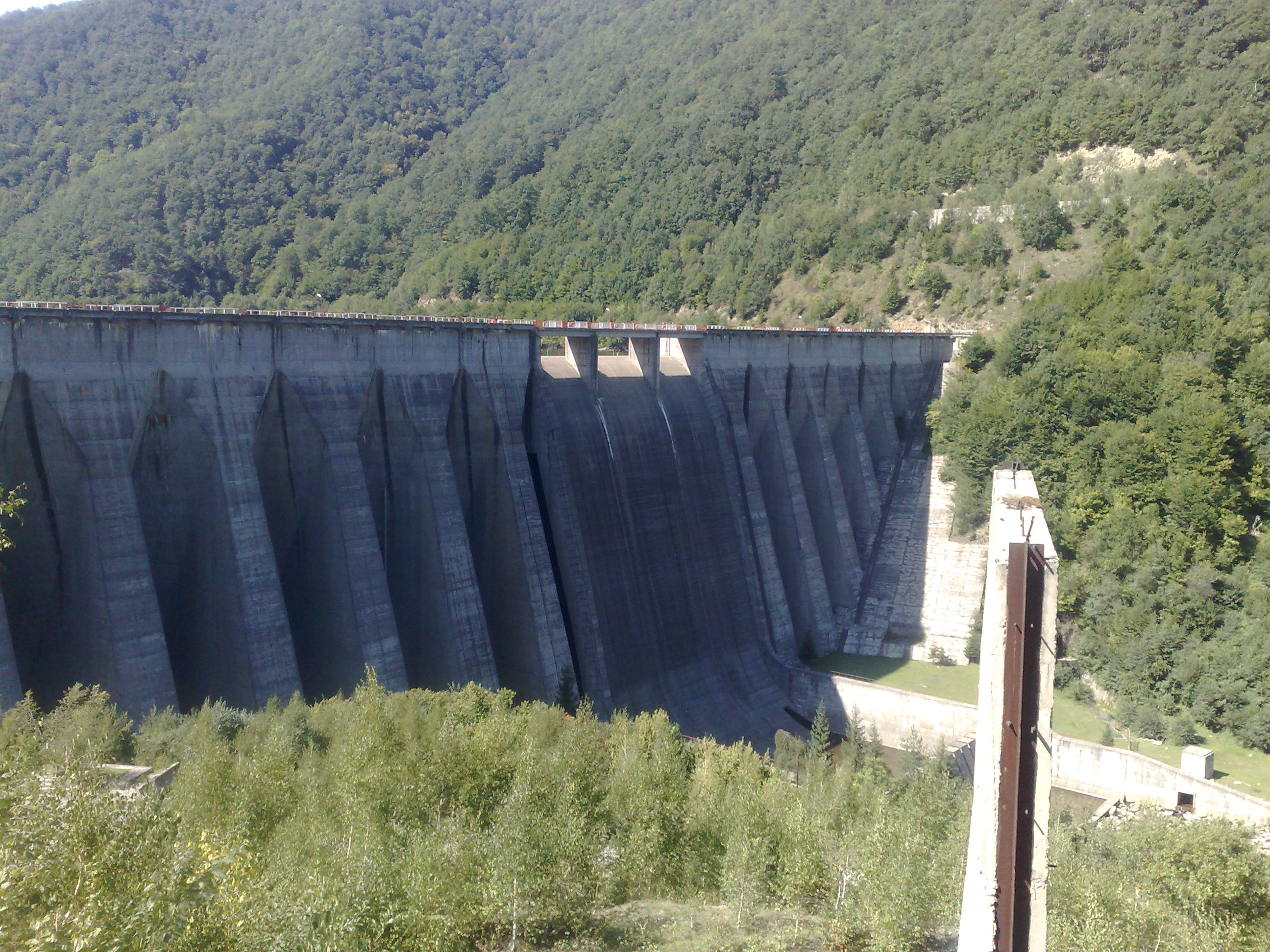
Barajul
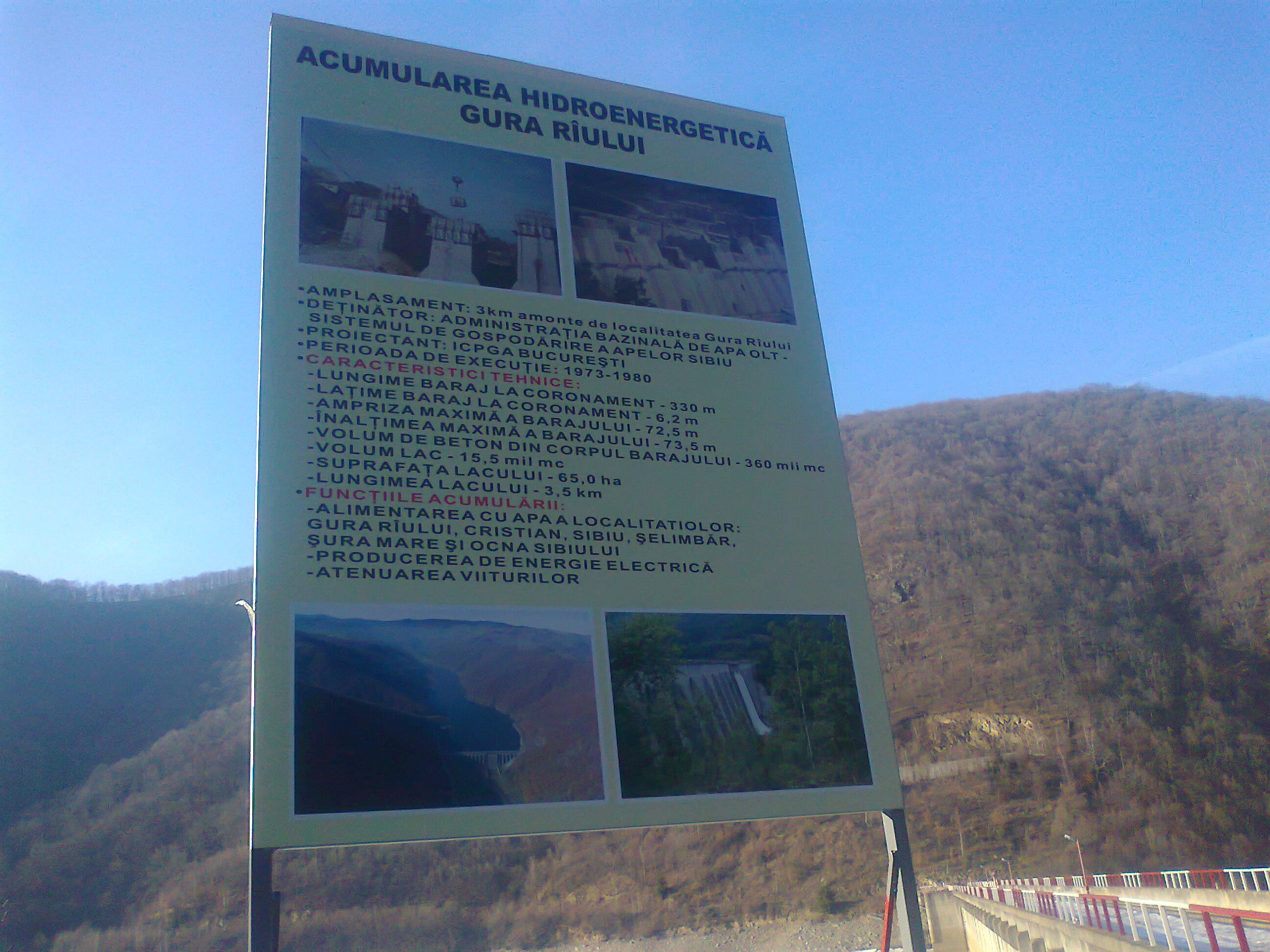
Informații despre baraj
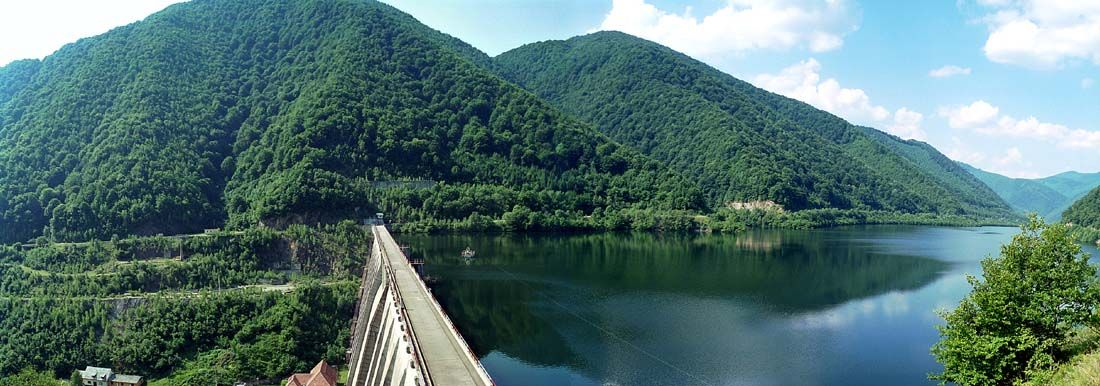
Barajul
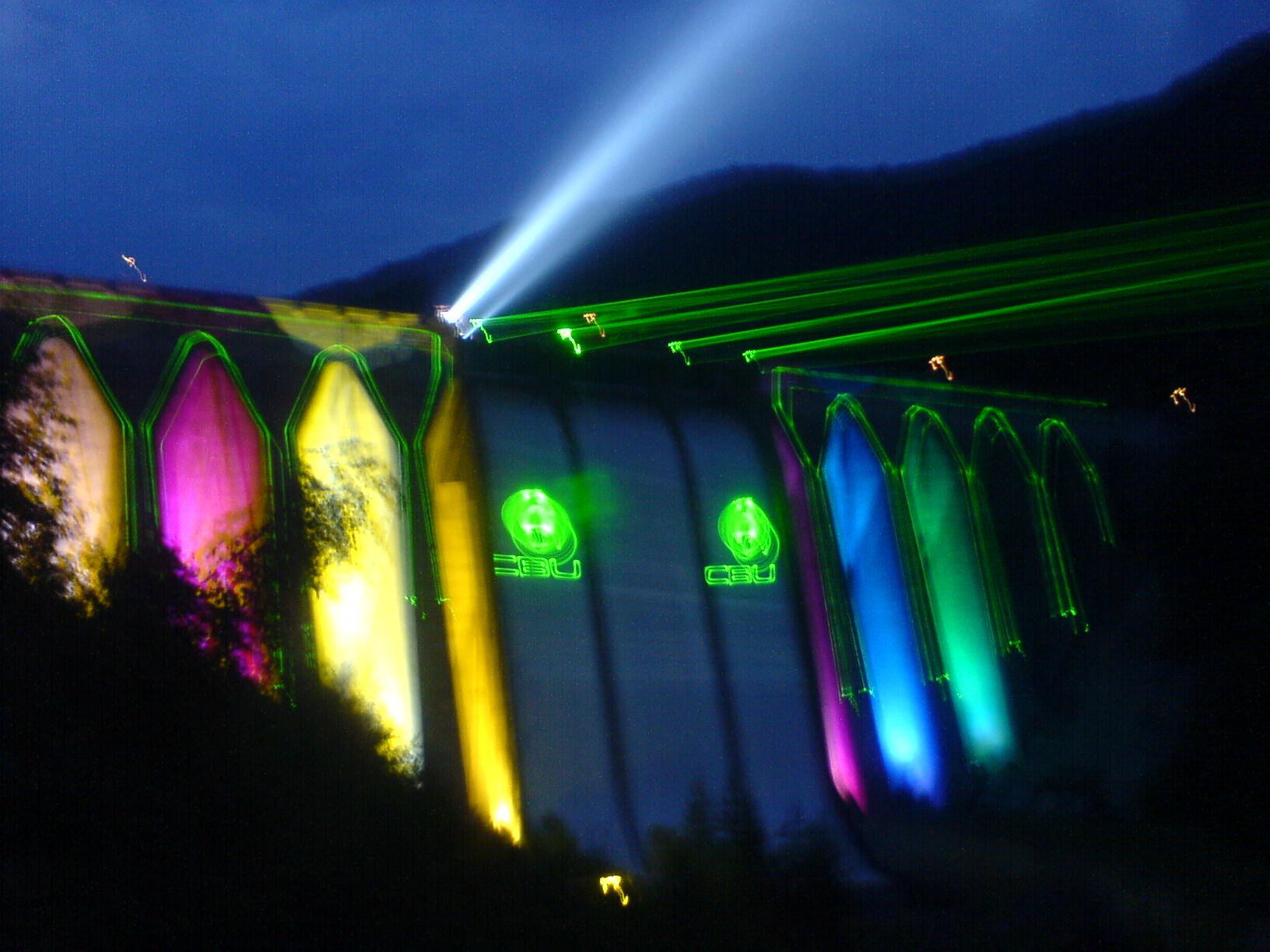
Barajul la Fusion Festival